# Berden

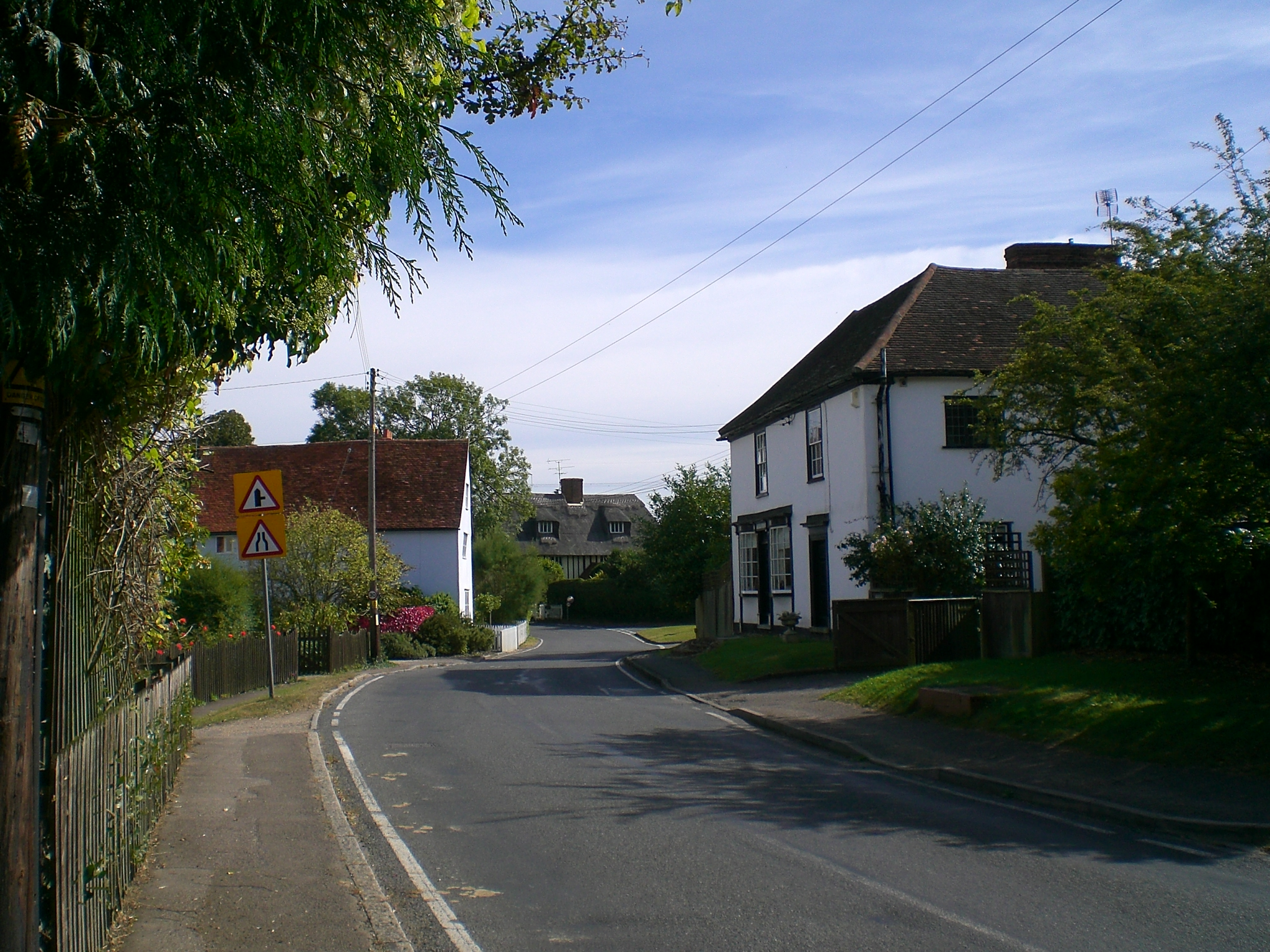
Centrum Berdenu

Berden je vesnice v Essexu v Anglii. Leží 9 km severně od Bishop's Stortford. Náleží do distriktu Uttlesford. Ve vesnici je kostel svatého Mikuláše. V roce 2001 zde žilo 427 obyvatel.